# Microtettigonia kangaroo
Microtettigonia kangaroo – gatunek prostoskrzydłego z rodziny pasikonikowatych i podrodziny Microtettigoniinae.

## Taksonomia
Gatunek ten opisany został w 1979 roku przez Davida C. Rentza. Jego epitet gatunkowy pochodzi od Kangaroo Island, gdzie odłowiono holotyp.

## Opis
Ciało samca długości 5,2 do 5,6 mm, a samicy 5,2 do 6,4 mm. Przedplecze bardzo krótkie, z tyłu prawie ścięte. Wyrostki dziewiątego tergitu samców słabo lub niewyciągnięte brzusznie. Pokładełko samic o bokach piłkowanych, a wierzchołku szpatułkowatym. Płytka nadanalna samicy raczej krótka, wgłębiona, a samca wydłużona poza koniec odwłoka.

## Rozprzestrzenienie
Gatunek endemiczny dla Australii, znany wyłącznie z Australii Południowej.